# Bivariat analys
Bivariat analys är en av de enklaste varianterna av kvantitativ statistisk analys.  Bivariat analys involverar två variabler (vanligen skrivna som X, och Y,) dessa ämnar den bivariata analysen att undersöka ett empiriskt samband mellan.
Bivariat analys kan användas för att testa hypoteser gällande korrelationer. Bivariat analys kan hjälpa oss att bedöma hur mycket enklare det blir att predicera ett värde för en av våra variabler (vanligen den beroende variabeln) om vi känner till värdet av den andra variabeln (vanligen den oberoende variabeln).

## Grafer
Grafer som är lämpliga för bivariat analys beror på typen av variabel (skalnivå) som hanteras. För två kontinuerliga variabler, använder man sig vanligen av en så kallad scatterplot. Vilka grafer som är lämpliga för att representera bivariat analys beror på typen av variabel. När en variabel är kategorisk och den andra kontinuerlig, kan ett låd-diagram användas. Ett låd-diagram konstituerar deskriptiv statistik.